# Shay McCartan
Seamus Vincent "Shay" McCartan (Newry, 18 mei 1994) is een Noord-Ierse profvoetballer die bij voorkeur als aanvaller speelt. Hij verruilde in juli 2013 Burnley voor Accrington Stanley. McCartan debuteerde in 2013 in  het Noord-Iers voetbalelftal onder 21.
McCartan verruilde in 2010 de jeugd van Glenavon voor die van Burnley. Daarvoor maakte hij op 9 april 2012 zijn competitie in de Championship, tegen Doncaster Rovers. Het bleef McCartans enige optreden voor het team. Burnely verhuurde hem in januari 2013 voor een half jaar Hyde en liet hem nadien transfervrij vertrekken naar Accrington Stanley.